# Lonesome Luke Lolls in Luxury
Lonesome Luke Lolls in Luxury er en amerikansk stumfilm fra 1916.

## Medvirkende
- Harold Lloyd - Luke
- Gene Marsh
- Snub Pollard
- Bebe Daniels